# Il vecchio testamento
Il vecchio testamento è un film del 1963, diretto da Gianfranco Parolini.

## Trama
Un secolo e mezzo prima della nascita di Gesù, il popolo d'Israele guidato da Giuda Maccabeo e dai suoi fratelli combatte contro gli invasori siriani.

## Produzione
Gli esterni vennero girati in Jugoslavia.